# Giovanni Antonio Bazzi
Giovanni Antonio Bazzi zvaný Il Sodoma (1477 Vercelli v Piemontu – 15. února 1549 Siena) byl italský renesanční malíř.
Pocházel z rodiny ševce a malířem se učil u vercelliského mistra Martina Spanzottiho zvaného Martino di Casale. Po vyučení odešel roku 1498 do Milána, kde ho umělecky ovlivnil Leonardo da Vinci. Roku 1499 ho kupecká rodina Spannocchiů pozvala do Sieny, kde se usadil, i když pak několikrát pobýval i v Římě a jinde.
Na jaře 1503 Pinturicchio zhotovil pro kardinála a pozdějšího papeže Francesca Piccolominiho rozsáhlé a nádherně barevné fresky, které se staly inspirací další Bazziho tvorby. Slavným se pak stal jeho vlastní cyklus fresek v benediktinském klášteře Monte Oliveto Maggiore, si 35 km jihovýchodně od Sieny.
Přezdívka Sodoma ze vztahuje k rozmařilému a necudnému životnímu stylu, který umělec vedl a kterým se i sám chlubil.